# Vilém Rubeš
Vilém Rubeš (30. dubna 1965 – 21. července 2025) byl český marketingový expert, reklamní tvůrce, textař a konzultant. Patřil k výrazným osobnostem české reklamní scény od počátku 90. let 20. století. Proslul jako autor kampaně na minerální vodu Korunní, která od června 2003 do února 2004 přinášela každý den nový televizní spot.

## Život a kariéra
Rubeš svou profesní dráhu zahájil roku 1991 jako programový manažer rádia Bonton. V prosinci téhož roku nastoupil do agentury Leo Burnett Advertising, kde působil téměř sedm let jako kreativní ředitel. Patřil mezi první žáky tzv. „burnettí školy“ české reklamy. Později spolu s Čestmírem Bendou založil agenturu Tanagra, kterou dekádu vedl jako CEO a šéf kreativy. V letech 2000–2010 působil také ve agentuře Elite Solutions a následně jako nezávislý konzultant, lektor a sloupkař. V roce 2019 založil vlastní značku Bigvilik Brands & Ideas.
Byl zakládajícím členem Art Directors Clubu ČR (1993) a jeho viceprezidentem v letech 1994–2008. Zasedal rovněž v prezidiu Asociace komunikačních agentur (2004–2008) a v porotách mezinárodních soutěží jako Effie, Eurobest, Golden Drum či ADC*E Awards.
Rubeš byl autorem a spoluautorem desítek reklamních kampaní. Nejslavnější se stala kampaň na minerální vodu Korunní (2003–2004), kterou vytvořil v agentuře Tanagra. Její originalita spočívala v tom, že po dobu 248 dní odvysílala TV Nova každý den nový spot, jenž tematizoval výročí daného dne. Kampaň byla inspirována americkou reklamou na restauraci v San Diegu.
Rubeš se rovněž věnoval psaní – byl autorem písňových textů a pravidelných sloupků pro odborný týdeník Marketing & Media, kde od roku 2018 publikoval rubriku „Reklamní samuraj“. Jeho texty byly známé ironií, jazykovou hravostí a kritickým nadhledem vůči trendům a absurditám v marketingu.
Za svou práci získal přes 50 národních a 25 mezinárodních ocenění v rolích kreativního ředitele, copywritera, producenta či režiséra.

## Osobní život
Vilém Rubeš byl uveden v Registračních protokolech agenturních a operativních svazků Státní bezpečnosti pod registračním číslem 42161 jako agent s krycími jmény Noll, Fornax a Rub.
Rubešovou partnerkou byla od roku 2015 podnikatelka Barbora Rektorová, zakladatelka firmy na sushi, která zemřela v roce 2019. Vilém Rubeš bojoval s vážnými zdravotními problémy a zemřel v červenci 2025 ve věku 60 let.